# Ecotécnica
A ecotécnica é definida como a 'techne' dos corpos. A Ecotécnica pensa o corpo como uma tecnologia que possibilita a inclusão de toda uma nova gama de corpos. Isso dá às pessoas mais agência e biopoder sobre o uso que fazem de seus corpos. Isso o torna utilizável para teoria queer e estudos sobre deficiência. Uma interpretação também se refere ao termo como o ofício do lar.
Ao classificar o corpo como um objecto técnico, Jean-Luc Nancy explicou como funciona particionando os corpos nas suas próprias zonas e espaços, o que também permite que tais corpos se liguem a outros corpos. Consequentemente, Nancy afirma que a tecnologia determina nossas interações com outros seres no mundo. A ecotécnica também é central na coleção de ensaios de Sullivan e Murray, Queering the Technologisation of Bodies. Baseia-se no trabalho de Bernard Stiegler, que vê o corpo e a tecnologia como um processo duplo: a tecnologia e o corpo são informados um pelo outro. Derrida, que estende as ideias de Nancy e Stiegler, argumenta que o “corpo próprio” implica interconexões de acréscimos técnicos. A ecotécnica vai contra a noção essencialista e binária do corpo como objeto tecnológico que o posiciona no pós-estruturalismo. O corpo só pode ser compreendido dentro do seu ambiente e este ambiente é técnico.
Nancy também aplicou os conceitos de ecotécnica à problemas contemporâneos como guerras e globalização.  Ele afirmou, por exemplo, que conflitos modernos são produzidos quando divididas linhas entre: Norte e Sul; rico e pobre; e, integrados e excluídos. Ele também acredita que a ecotécnica está desfazendo comunidades devido a eliminação da polis e a prevalência dos oikos, clamando por uma soberania global que administraria o mundo como uma única família.